# Klienten (bog)
 For alternative betydninger, se Klienten. (Se også artikler, som begynder med Klienten)
Klienten er en roman fra 1993 af John Grisham.

## Handling
Romanen handler om en dreng, Mark, der har overværet et selvmord. Selvmorderen, der er advokat for mafiaen når inden han afgår ved døden at afsløre en hemmelighed, der betyder, at Mark bliver et vigtigt vidne for statsadvokaten. En ung, kvindelig advokat forsøger samtidig at føre Mark som vidne, inden mafiaens lejemordere fanger ham. Mark stoler ikke på de to advokater, men beslutter at klare sig selv.

## Filmatiseret
Romanen er filmatiseret i 1994 af Joel Schumacher med Tommy Lee Jones og Susan Sarandon i rollerne som  to advokater.